# 三池初市

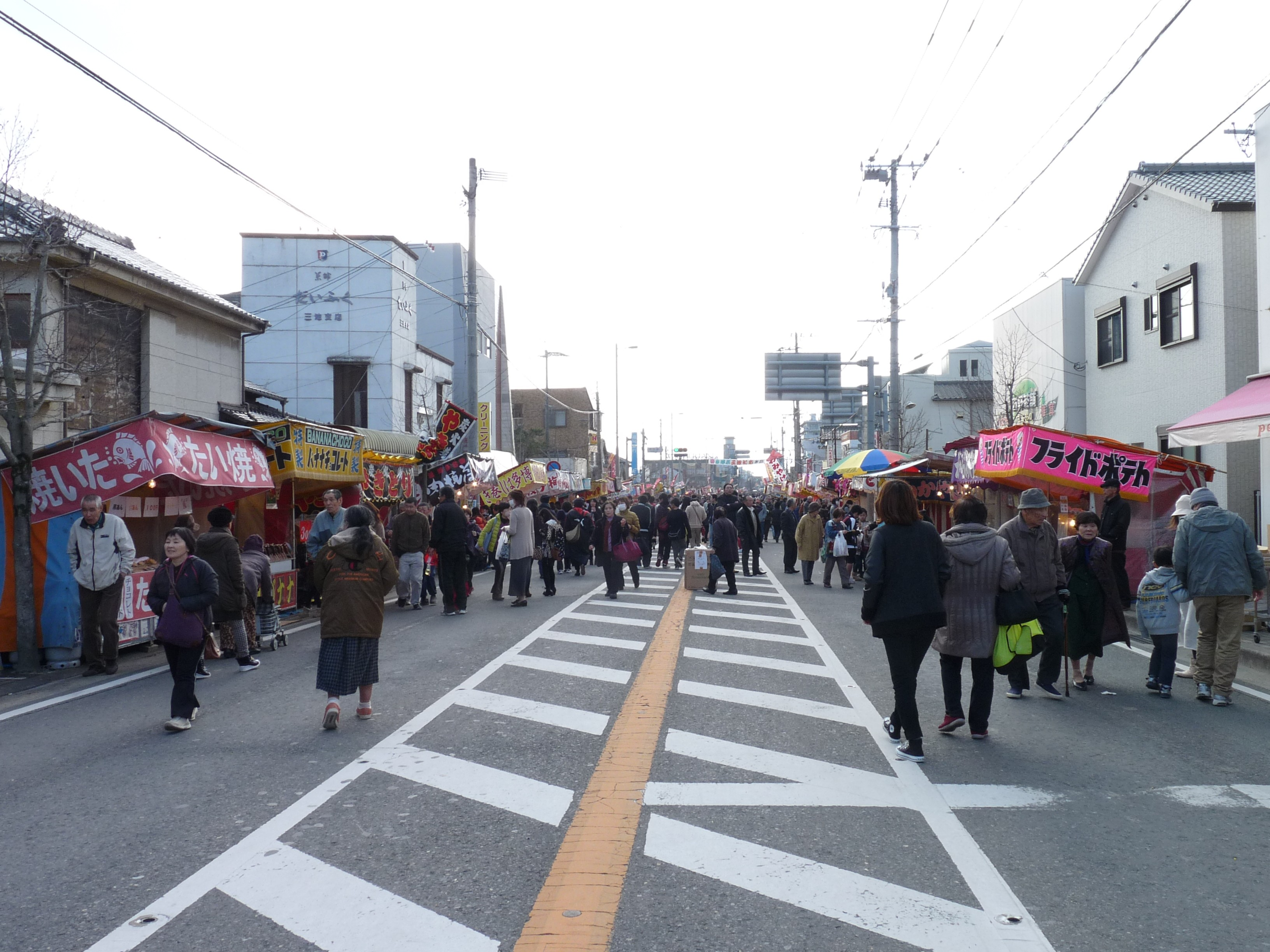
三池初市313

三池初市は、福岡県大牟田市の三池地区で毎年3月1日・2日に行われる伝統行事である。

## 概要
三池地区に春の訪れを告げる、九州最大級の春の市。江戸時代、三池街道沿い（現在の主要地方道大牟田高田線）で農作業用品や米・野菜の物々交換が行われたことがその起源とされている。始まったとされる。近年は主要地方道大牟田南関線の、主要地方道大牟田高田線との交点から西へ約400mが歩行者天国となり、花てぼ、竹かご、各種の苗木、植木、食べ物など、約200の出店が並ぶほか、地域の人々による催し物も行われる。

## 日程
- 3月1日 - 午前9時～午後9時
- 3月2日 - 午前9時～午後8時

## 交通
- 西鉄バス大牟田　神田脇バス停下車　徒歩1分
  - 当日は三池中町・神田脇間で歩行者天国区間を含む形となるため、1・4番系統が運転区間を短縮して発着するほか、2番系統は三池中町・通町二丁目間において羽山台小学校前経由で迂回運転されるため、その代替として神田脇と荒尾駅前とを結ぶ臨時バスが運行される。